# Cumann na mBan
Cumann na mBan (irsk udtale: [kʊm ˠ ən̪ ˠ ñ ˠ ə m ˠ en ˠ] Engelsk: The Irishwomen's Council),, forkortet CnamB, er en irsk republikansk kvindelig paramilitær organisation dannet i Dublin den 2. april 1914 som en samarbejdspartner til de Irish Volunteers.